# Cimetière militaire portugais de Richebourg
Pour un article plus général, voir Sites funéraires et mémoriels de la Première Guerre mondiale (Front Ouest).
Le cimetière militaire portugais de Richebourg est un cimetière militaire de la Première Guerre mondiale situé sur le territoire de la commune de Richebourg dans le département français du Pas-de-Calais. C'est l'unique cimetière militaire portugais en France.

## Histoire
Le Portugal s'engage dans la Première Guerre mondiale en 1916. Un corps expéditionnaire est alors formé et arrive en France le 2 février 1917. Fort de 56 500 hommes, il est placé sous commandement britannique. À partir de mai 1917, ces troupes occupent une zone allant de Neuve-Chapelle à Saint-Venant, où siège l'état-major. Alors que les unités portugaises doivent être relevées le 9 avril 1918, elles font face à l'offensive allemande lors de la bataille de la Lys, subissant alors de nombreuses pertes. Plus de 7 000 blessés, tués, disparus sont recensés dans les rangs portugais lors de l'offensive allemande sur Neuve-Chapelle, Richebourg et Laventie.
Le 10 novembre 1928, la France et le Portugal inaugurèrent solennellement le monument commémoratif situé au fond du cimetière.
Tous les ans, l'État portugais participe au plus haut niveau politique, militaire et diplomatique aux cérémonies évocatrices de la bataille de la Lys.
Le 9 avril 2018, pour le centenaire, les présidents de la république française et de la république portugaise ont participé à une cérémonie commémorative.
Pour l'ambassadeur du Portugal en France en 2018, Jorge Torres-Pereira, « La bataille de la Lys pour les Portugais, c'est l'équivalent de Verdun en France. Elle fut le premier engagement du jeune Portugal républicain et démocratique sur le théâtre européen ».
En 2017, le cimetière est inscrit au titre des monuments historiques. En septembre 2023, le cimetière fait partie des 139 sites mémoriels et funéraires de la Première Guerre mondiale inscrits au patrimoine mondial lors de la 45e session du Comité du patrimoine mondial.

## Historique du cimetière
Le cimetière de Richebourg rassembla, entre 1924 et 1938, 1 831 corps provenant de divers cimetières en France : Le Touret, Ambleteuse, Brest, Tournai en Belgique et ceux des prisonniers de guerre morts en Allemagne.
Alors que près de 1 500 tombes sont déjà recensées à cet endroit, le consul portugais à Arras, M. Lantoine, fait aménager le site, à partir du 13 février 1935, en faisant ériger un mur pour le délimiter ainsi qu'une porte monumentale avec des matériaux importés du Portugal.
Il fait également amener dans ce cimetière les corps de soldats portugais morts au combat et dispersés dans divers cimetières en France. En tout 1 831 corps sont présents dans ce cimetière, le seul existant en France,.

## Description du cimetière
Ce cimetière de 1 020 m2 contient les sépultures de 1 831 combattants portugais de la Première Guerre mondiale et un monument commémoratif.
Il fut agrandi en 1939, portant sa superficie à 43 ares. Ce cimetière contient 500 stèles portant chacune les armoiries du Portugal. Après le portail en fer forgé à motifs de cœur, une allée bordée de sapins conduit au mémorial et au musée souvenir. La végétation est du type méditerranéen.
Une des stèles, (tombe 19, rang 6, partie B), porte le nom du seul soldat portugais fusillé pour l'exemple : Joao Augusto Ferreira de Almeida, mort à 23 ans le 16 septembre 1917 à Laventie, aux motifs de trahison : déserteur pendant 24 heures, puni d'une peine de 60 jours, il avait confié à des camarades qu'il souhaitait, pour y échapper, rejoindre le camp allemand, la peine de mort alors abolie au Portugal fut rétablie pour lui par décret.

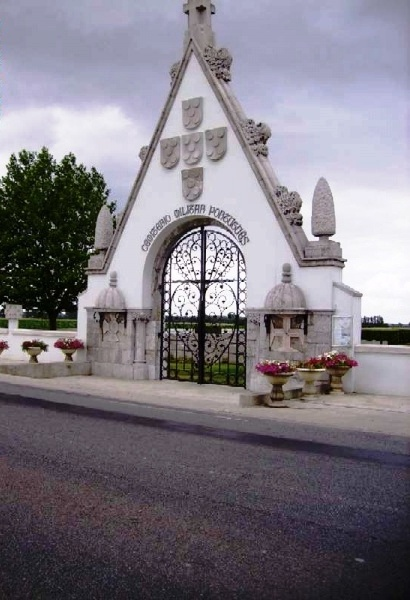
Entrée du cimetière militaire portugais
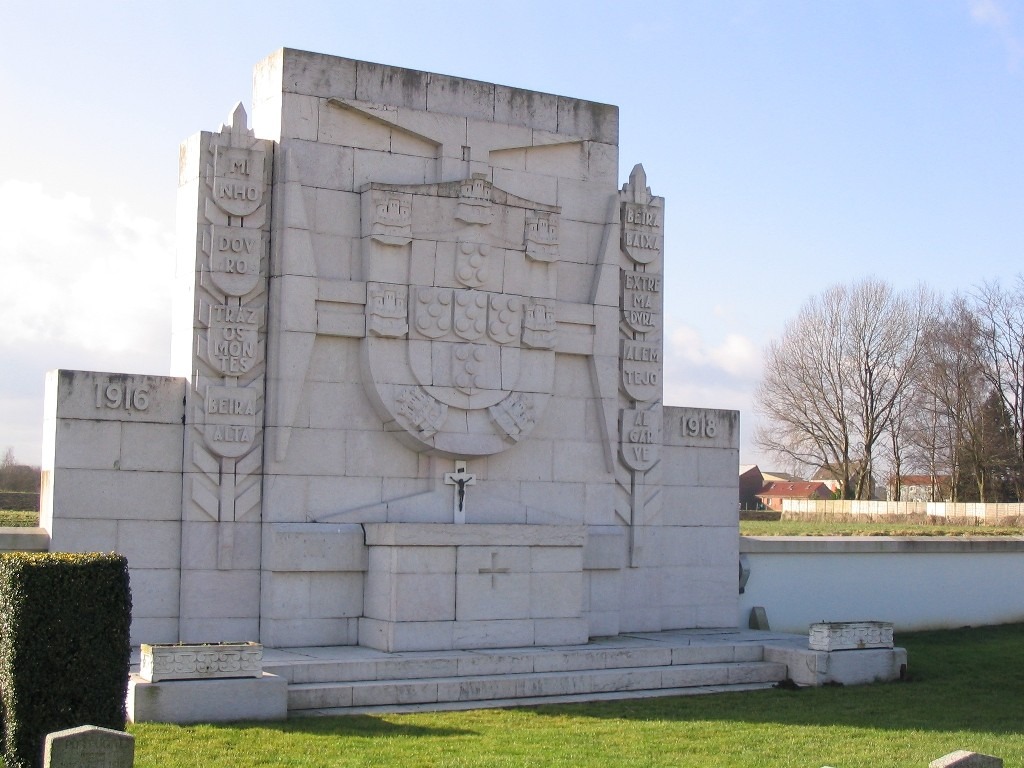
Monument au fond du cimetière.
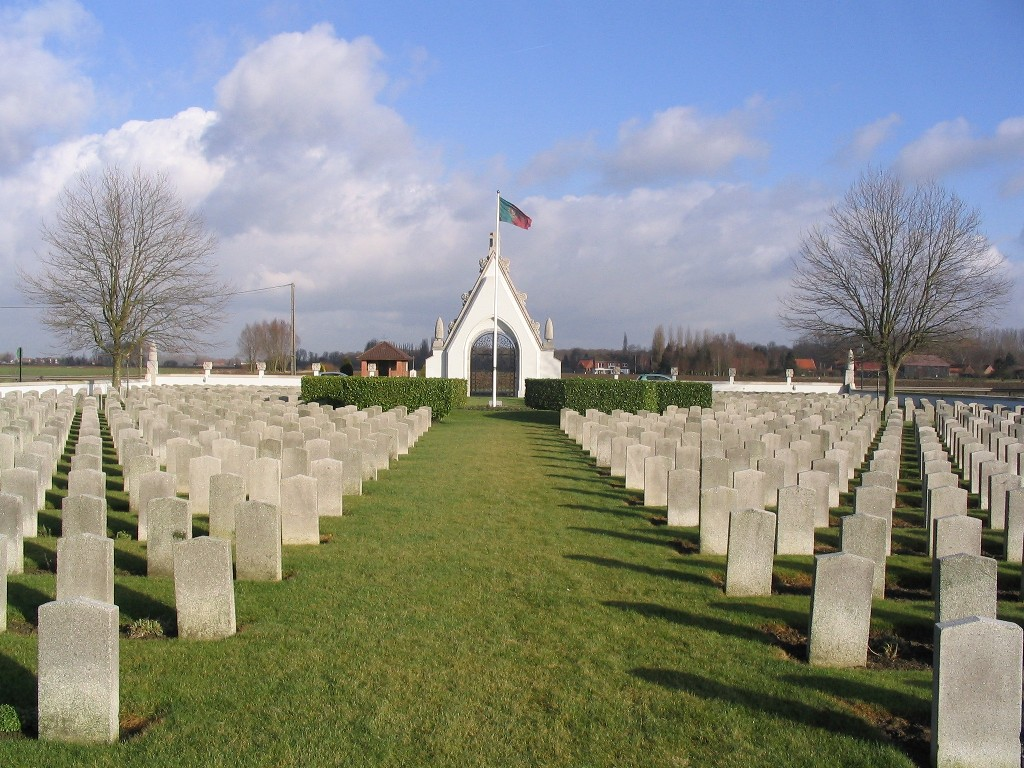
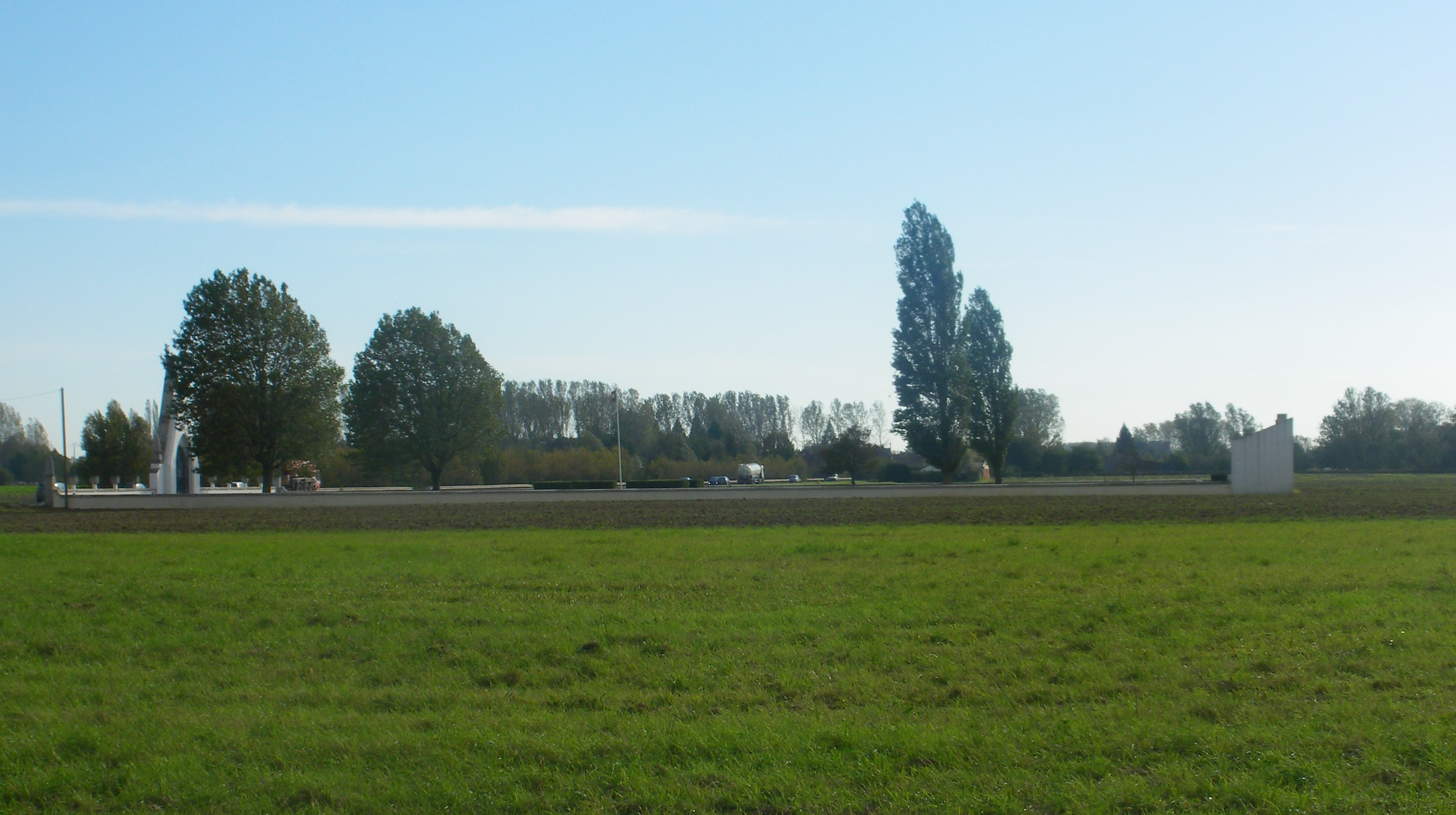
Le cimetière, vu depuis le mémorial de Neuve-Chapelle.

## À proximité du cimetière

### Chapelle Notre-Dame de Fatima
En face du cimetière, fut construite, en 1976, la Chapelle Notre Dame de Fatima, pour perpétuer le souvenir des soldats portugais qui souffrirent de l'offensive allemande d'avril 1918.

### Monument de La Couture

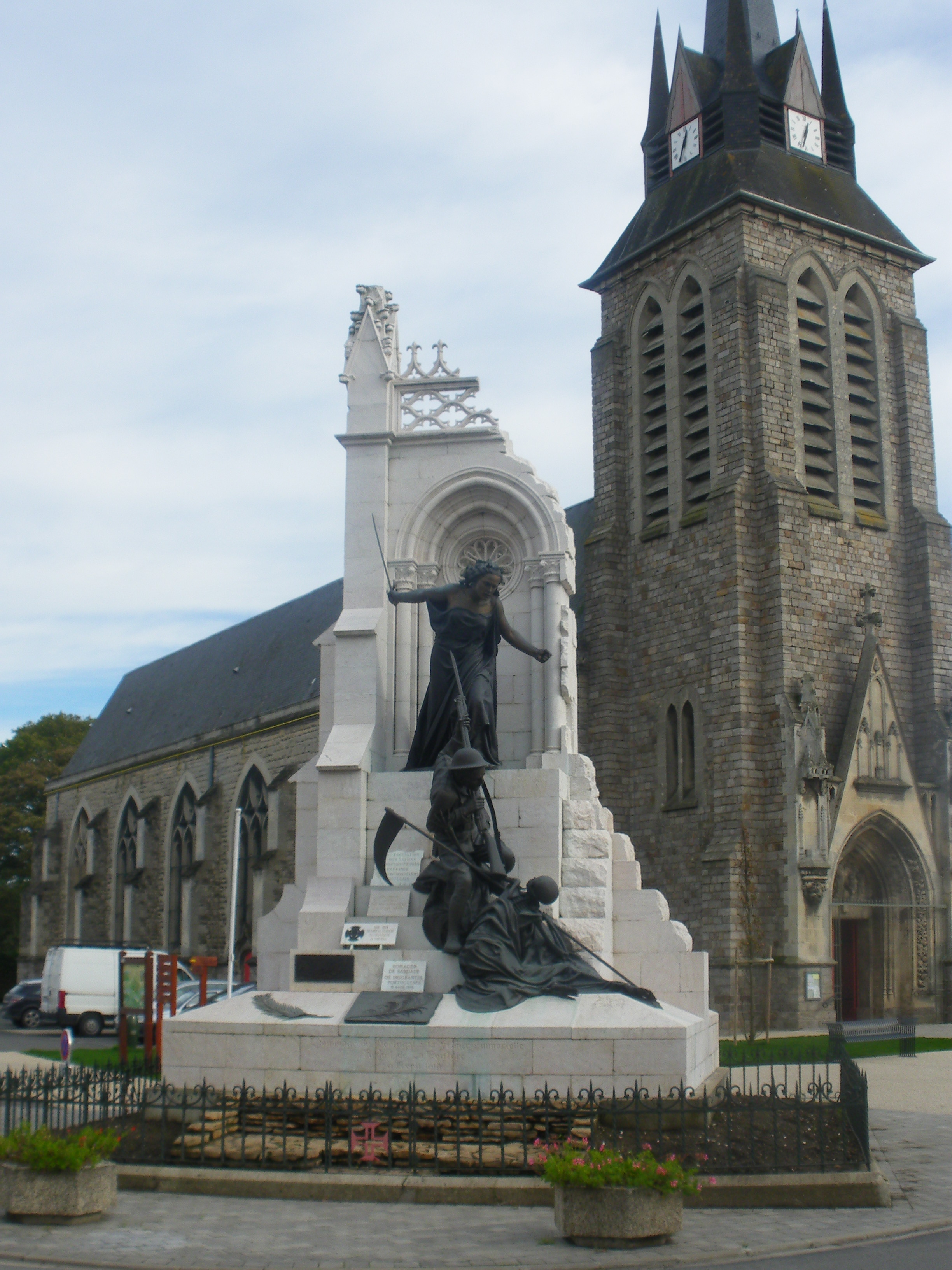
La Couture (Pas-de-Calais) Monument aux soldats portugais

À La Couture, commune limitrophe de Richebourg, où ils avaient vaillamment résisté à l'offensive allemande, l'Association France-Portugal fit élever un monument dédié aux soldats du Corps expéditionnaire portugais. Le Christ des Tranchées, calvaire mutilé par les obus, recueilli par les soldats portugais fut réédifié à Neuve-Chapelle après la guerre.
Le monument, de pierre et de bronze, est l’œuvre du sculpteur António Teixeira Lopes (en) et fut érigé par des ouvriers portugais. Sur un pan d'église gothique ruinée par la guerre, une allégorie de la Patrie brandit l'épée de Nuno Álvares Pereira - le Connétable de Portugal dont la victoire à Aljubarrota sur les Espagnols, en 1385, permit au Portugal de conserver son indépendance - vient en aide à un fantassin portugais qui, à coups de crosse, tente de terrasser la Mort.
La première pierre du monument fut posée le 11 novembre 1923, en présence du maréchal Joffre. 
L'inauguration eut lieu le 10 novembre 1928.

### Mémorial indien de Neuve-Chapelle
Le mémorial de Neuve-Chapelle se situe à 150 mètres au nord du cimetière portugais.